# Jaroslav Svejkovský
Jaroslav „Yogi“ Svejkovský (* 1. Oktober 1976 in Tábor, Tschechoslowakei) ist ein ehemaliger tschechischer Eishockeyspieler und derzeitiger -trainer, der im Verlauf seiner aktiven Karriere zwischen 1993 und 2000 unter anderem 114 Spiele für die Washington Capitals und Tampa Bay Lightning in der National Hockey League (NHL) auf der Position des rechten Flügelstürmers bestritten hat. Svejkovský, der seine Karriere aufgrund von zahlreichen Verletzungen bereits im Alter von 24 Jahren beenden musste, wurde in seinem ersten Jahr als Profi mit dem Dudley „Red“ Garrett Memorial Award als Rookie des Jahres der American Hockey League (AHL) ausgezeichnet. Seit Juni 2024 ist er als Assistenztrainer bei den Vancouver Canucks in der NHL tätig.

## Karriere
Svejkovský erlernte das Eishockeyspielen in der Nachwuchsabteilung des tschechischen Traditionsklubs HC Plzeň, unweit seines Geburtsorts Tábor. In der Saison 1993/94 debütierte der damals 17-Jährige in der Profimannschaft, die in der Extraliga beheimatet war. Er blieb in acht Saisoneinsätzen aber punktlos. Im folgenden Spieljahr folgten keine weiteren Einsätze im Extraliga-Kader. Stattdessen spielte der Stürmer ausschließlich in der U20-Mannschaft Plzeňs, wo ihm in 25 Spielen 37 Scorerpunkte gelangen. Zudem kam er auf Leihbasis in der zweitklassigen 1. Liga für seinen Heimatklub HC Tábor zu elf Einsätzen. Mit seinen 13 Scorerpunkten konnte der Teenager den Abstieg des Klubs am Saisonende aber nicht verhindern.
Nach der Wahl im Import Draft der Canadian Hockey League (CHL) des Jahres 1995, wo er an der vierten Gesamtposition durch die Tri-City Americans aus der Western Hockey League (WHL) ausgewählt worden war, verließ Svejkovský im Sommer 1995 seine tschechische Heimat und wechselte nach Nordamerika. Dort verbrachte er die Spielzeit 1995/96 in der Metropolregion Tri-Cities bei den Americans. Mit 101 Scorerpunkten war der Tscheche, der ein erfolgreiches Sturmduo mit Daymond Langkow bildete, der beste Punktesammler seines Teams. Seine 58 Saisontore bescherten ihm einen Rang unter den besten fünf Torschützen der gesamten Liga. Zudem wurde er ins Second All-Star Team der West Division berufen. Die erfolgreiche Saison im Trikot der Americans führte dazu, dass er im NHL Entry Draft 1996 bereits in der ersten Runde an 17. Gesamtstelle von den Washington Capitals aus der National Hockey League (NHL) ausgewählt wurde.
Die Capitals verpflichteten ihren Erstrunden-Draftpick daraufhin umgehend. Zunächst setzten sie ihn jedoch bei ihrem Farmteam Portland Pirates in der American Hockey League (AHL) ein, ehe sie Anfang Dezember 1996 erstmals in den NHL-Kader beriefen. Bis zum Saisonende kam er für die Washington Capitals zu 19 Einsätzen, in denen er zehnmal punktete. Darunter befanden sich sieben Tore. Von der Pendelei zwischen NHL und AHL unbeeindruckt absolvierte Svejkovský  ein hervorragendes Jahr in Portland, dass sich nahtlos an seine erste Saison in Nordamerika anschloss. In 54 Einsätzen für die Pirates erzielte der Angreifer 38 Tore selbst und war an insgesamt 66 Toren beteiligt. Dies bescherte ihm – neben der Einladung zum AHL All-Star Classic im Saisonverlauf – am Saisonende den Dudley „Red“ Garrett Memorial Award als Rookie des Jahres und die Wahl ins AHL All-Rookie Team. Zum Beginn der Saison 1997/98 erhielt der Offensivspieler dann einen Stammplatz im NHL-Aufgebot der Hauptstädter, jedoch warfen ihn in der Folge immer wieder Verletzungen und mangelnde Konstanz zurück. So absolvierte er bis zum Ende der Saison 1998/99 maximal 25 NHL-Spiele pro Saison.
Nach einem schwachen Start in die Millenniumssaison 1999/2000 mit lediglich drei Punkten aus den ersten 23 Einsätzen endete Washingtons Geduld mit dem mittlerweile 23-Jährigen, so dass sie ihn im Januar 2000 im Tausch für ein Siebtrunden-Wahlrecht im NHL Entry Draft 2000 und ein Drittrunden-Wahlrecht im NHL Entry Draft 2001 zu den Tampa Bay Lightning transferierten. Dort erreichte er bis zum Saisonende zehn Punkte in 29 Einsätzen. Die Saison 2000/01 begann Svejkovský bei Tampas Farmteam, den Detroit Vipers, in der International Hockey League (IHL). Eine Knieverletzung beendete seine Saison nach zwei Spielen aber bereits im Oktober 2000. Nach einer notwendigen Operation im Januar 2001 kehrte der Flügelstürmer nicht mehr aufs Eis zurück. Aufgrund der Verletzung sowie der Nachwirkungen zahlreicher Gehirnerschütterungen im Verlauf seiner kurzen Karriere gab er im Sommer 2002 das offizielle Ende seiner Zeit als Aktiver bekannt. Zwischen 2006 und 2018 arbeitete er nach seinem Karriereende unter anderem im Trainerstab der Vancouver Giants aus der kanadischen Juniorenliga WHL. Im Sommer 2021 wurde er in der Funktion eines Skills Coach von den Abbotsford Canucks aus der AHL verpflichtet. Anschließend stieg er innerhalb der Organisation auf, bis er im Juni 2024 als neuer Assistenztrainer bei den Vancouver Canucks engagiert wurde.

## Erfolge und Auszeichnungen
- 1996 WHL (West) Second All-Star Team
- 1997 Teilnahme am AHL All-Star Classic
- 1997 Dudley „Red“ Garrett Memorial Award
- 1997 AHL All-Rookie Team

## Karrierestatistik
(Legende zur Spielerstatistik: Sp oder GP = absolvierte Spiele; T oder G = erzielte Tore; V oder A = erzielte Assists; Pkt oder Pts = erzielte Scorerpunkte; SM oder PIM = erhaltene Strafminuten; +/− = Plus/Minus-Bilanz; PP = erzielte Überzahltore; SH = erzielte Unterzahltore; GW = erzielte Siegtore; 1 Play-downs/Relegation; Kursiv: Statistik nicht vollständig)